# Camillo Serafini
Camillo Serafini (Roma, 21 de abril de 1864 – Roma, 21 de marzo de 1952) fue un marqués italiano y primer gobernador de la Ciudad del Vaticano (1929 - 1952); también fue un reconocido numismático.
El cargo de Gobernador del Estado de la Ciudad del Vaticano ha sido oficialmente abolido, aunque en términos prácticos se mantuvo vacante por casi cincuenta años. De hecho, el único gobernador del Estado fue el marqués Serafini, ya que después su muerte no se volvieron a nombrar más gobernadores .
El Marqués y el cardenal Domenico Serafini, quien fuera Prefecto de Propagación de la Fe, pertenecían a la misma familia.

## Publicaciones
- Camillo Serafini, Catalogo delle monete e bolle plumbee pontificie del Medagliere Vaticano,
- Camillo Serafini, "Le monete e le bolle plumbee pontificie del Medagliere Vaticano", 4 voll., Milano, 1908-1927.
- Camillo Serafini, Della collezione di Celati di monete pontificie acquistata per il Medagliere Vaticano dal Pontefice Benedetto XV.
- Camillo Serafini, L’arte nei ritratti della moneta romana repubblicana; [Camillo Serafini]. - Roma, 1897. - p. 3-34, 1 tav.; 27 cm. - Estr. da: Bullettino della commissione archeologica comunale di Roma, 25 (1897), fasc.1
- Camillo Serafini, Saggio intorno alle monete e medaglioni antichi ritrovati nelle catacombe di Panfilo sulla via Salaria Vetus in Roma, in Scritti in onore di Bartolomeo Nogara raccolti in occasione del suo LXX anno, Roma, Tipografía del Senato, 1937, pp. 421-443.

- Datos: Q594728
- Multimedia: Camillo Serafini / Q594728